# Jacques Paul Migne
Jacques Paul Migne (Saint-Flour, 25 de octubre de 1800-París, 24 de octubre de 1875) fue un sacerdote francés cuya obra más renombrada fue la de publicar dos económicas y extensas colecciones de escritos de los Padres de la Iglesia, la Patrologia Latina y la Patrologia Graeca.

## Biografía
Nació en Saint-Flour (Cantal). Luego de una infancia un tanto turbulenta, en 1817 estudia teología en el colegio de Saint-Flour, en Orleans. Al finalizar su formación de clérigo, demasiado joven aun para ser ordenado, es enviado como profesor a un colegio de Chateaudun, donde se destaca por sus capacidades didácticas. Deseando afianzar su teología consagra durante seis meses quince horas de estudio por día. En 1824 es ordenado sacerdote.
Inmediatamente es enviado a una parroquia del cantón de Chátillon-sur-Loing, pero por tener un clima que afecta su salud es rápidamente relevado y enviado a Puiseaux, del cantón de Gálinais.
Su ministerio es muy fructífero: divide su tiempo entre el estudio y el celo por las almas, haciéndose notar por una infatigable actividad, mostrando características propias de sus compatriotas –la energía, la fortaleza y una indomable tenacidad que ayuda a asegurar el éxito de los proyectos que inicia–.
La revolución de 1830 repercute en Puiseaux. Hay un incidente, que nace de su simpatía católica regalista frente al patriotismo local, que luego es exagerado y agrandado. El P. Migne responde a sus acusadores a través de un boletín titulado De la libertad, por un sacerdote. Ampliando el debate, trata sobre cuestiones importantes del derecho eclesiástico, y de las relaciones con la autoridad secular. Se desata el debate y el obispo interviene prohibiendo la publicación de la respuesta del P. Migne. El cura de Puiseaux se somete y guarda silencio. 
En 1833, luego del enfrentamiento con el obispo, parte hacia París, y el 3 de noviembre comienza con el periódico L'Univers religieux, al que intenta mantener libre de cualquier influencia política. Rápidamente consigue 1800 suscriptores. Lo edita por tres años. Pero el periodismo no lo retiene por largo tiempo, al menos de modo exclusivo.
En 1836 abandona L'Univers religieux para comenzar una obra de otra envergadura que llegará a ser llamada «una de las más colosales del siglo». Titulada Biblioteca universal del clero, debería contar con 2000 volúmenes. Llega a París sin protectores; posee una instrucción ordinaria. Pero, por otro lado, es activo, emprendedor, entendido en el tema, fecundo en recursos. Imaginando obras gigantescas, con el arte de descubrir talentos ignorados… y de lograr hacerlos concurrir, con habilidad, hacia su objetivo. Dotado de una inagotable paciencia, de una fuerza de voluntad que logra que todo se doblegue frente a ella, construye obra tras obra. Sin otro capital que la confianza en sí mismo y su energía logra una de las empresas más considerables del siglo: la edición de una enciclopedia teológica que abarcará miles de volúmenes. 
En 1836 abre su gran casa de publicación en Petit Montrouge, en el arrondissement 14 de París. Allí se suceden con rapidez numerosos trabajos religiosos pensados para el clero bajo, a precios accesibles que aseguran amplia circulación. Las más conocidas son: Scripturae sacrae cursus completus, que ensambla un amplio repertorio de comentarios sobre cada libro de la Biblia y Theologiae cursus, cada uno en 28 volúmenes, entre 1840 y 1845; luego Collection des auteurs sacrés (100 vols., 1846-8); Encyclopédie théologique (171 vols., 1844-6).
Trabaja en sus publicaciones sin interrupción hasta el incendio de sus Ateliers catholiques, en febrero de 1868. Se encuentra, desde el principio, con graves dificultades. Si bien fue animado por cartas y felicitaciones que le llegaron por millares, también debió enfrentar la oposición del arzobispo de París, Monseñor de Quélen. Sin dudar de la excelencia de la obra de Migne estimaba que la empresa poseía un carácter comercial y que por lo tanto no era bueno que un sacerdote estuviera a cargo de ella. Y ordena al editor a suspender su trabajo. Migne cree ver en esta medida que lo golpea, el resultado de la presión de las grandes librerías, celosas de su obra. Grandes intereses se han entretejido en la empresa. El P. Migne puede argüir que no es ni impresor ni librero: los dos cargos corresponden a Víctor Migne, su hermano y colaborador y rehúsa a someterse. El arzobispo le retira sus poderes y le prohíbe celebrar la misa. Meses antes de morir, el arzobispo propone a Migne convertir este proyecto particular en una obra diocesana, en la que él será el superior y el P. Migne el director. Queriendo guardar su libertad, el sacerdote mantiene su posición. Monseñor Affre, su sucesor, mantiene también la línea de conducta de su antecesor. Y se siente en la obligación de condenar también la publicación Voix de la Vérité, nuevo periódico publicado por Migne. Finalmente, tocado por la franqueza de su editor y por la molestia que su decisión podía acarrear entre la autoridad eclesiástica, levanta la condena.
El 2 de junio de 1849, Jacques Paul Migne asume el título de impresor–tipógrafo, en Petit–Montrouge. Le donan 5000 francos y le encargan la edición de las Actes de l'Église de Paris.
En 1853, A. Bonnety, director de los Annales de la philosophie chrétienne, escribía respecto de la Patrologie latine: «Esta obra debería estar protegida por los gobiernos, por los obispos y por todos los católicos», dejando entrever que no siempre la respuesta del público acompañó al editor. Una indicación semejante vuelve a escucharse respecto de la Patrologie grecque: «Nos entristece tener que afirmar que aún faltan suscribirse a esta bella y buena publicación muchas de casas: bibliotecas de los obispos, seminarios, principales curas, comunidades religiosas… El editor se encuentra aún al comienzo de sus esfuerzos, y si no hubiera consagrado a esta obra todo su capital, todos los beneficios de sus publicaciones precedentes, se vería obligado a interrumpir la impresión». 
Sin embargo, las muestras de simpatía no faltan, desde el principio, a la obra de Migne. Desde Roma, del universo católico, afluirán felicitaciones de obispos, cardenales y laicos instruidos. Otro elogio que llega a Migne viene de parte del Senado francés, en la sesión del 20 de junio de 1862, por parte del Baron Ch. Dupin: «Un simple cura rural, el Sr. Migne, ha encarado sólo con la ayuda financiera del clero inferior –en un precio bajo y sin lujos–, la publicación de una colección completa, una colección donde los textos más fieles son comparados con las versiones más autorizadas, una colección donde figuran los libros Sagrados, los Padres de la Iglesia latinos y griegos, todos los grandes teólogos, todos los oradores sagrados, todos los comentarios y aún miles de escritos de los obispos de nuestros días. Esta será una Biblioteca universal de la Iglesia Católica: 850 volúmenes ya vieron la luz. 1150 restan por aparecer. Y para llevar a cabo esta empresa… es con sus modestos recursos que el clero francés ha inaugurado esta gran empresa católica. Muchos laicos generosos han venido en su ayuda…». 
Frente a esto, los reproches hechos por Bonnetty a la indiferencia del clero francés suenan un tanto exagerados. A pesar de la modestia del precio de los ejemplares, no se puede pedir al clero francés un esfuerzo mayor.
Si la obra monumental ha quedado inacabada se debe al incendio del 12 de febrero de 1868, el único responsable. El fuego se desató en el compartimiento de las prensas tipográficas y rápidamente alcanzó todo el edificio, abarcando casi todas las obras que estaban allí. Los daños fueron considerables e irreparables en su mayor parte. Los clichés de prensa de grandes colecciones (en número de 667.855) fueron destruidos. De los escombros no pudo retirarse más que una masa de 600 kilogramos de plomo. La fábrica de muebles de iglesia, de órganos, de estatuas, de mesas, de bajorrelieves, que Jacques Paul Migne había construido a un lado de la imprenta fueron del mismo modo alcanzados por el incendio. Un gran órgano, de 30 000 francos, listo para ser entregado, fue completamente devastado. Sobre el total de 12 millones que representaba el material y las mercaderías, Jacques Paul Migne solo recuperó apenas seis. 
La pérdida fue enorme. Las aseguradoras no le devolvieron más que una suma irrisoria. Y resultó insuficiente para permitir a Migne recomenzar con las publicaciones interrumpidas. La guerra franco-prusiana de 1870 le suma pérdidas. A pesar de todo él quiere luchar contra la suerte. Arruinado, busca proveerse de nuevos recursos. Recomienza su comercio de muebles sagrados y organiza un tráfico de intenciones de misa. El arzobispo le da la orden de cesar. Migne se resiste y recibe una suspensión. Poco después, el 25 de julio de 1874, desde la curia romana llega un decreto del papa Pío IX en el que se condena el uso de estipendios de misa para la compra de libros… en el cual las publicaciones de Migne son nombradas expresamente. 
Estas pruebas se suman a las fatigas a las que lo ha sometido la dirección de su obra: su vista ha disminuido considerablemente y se ha vuelto casi ciego. El 24 de octubre de 1875 muere en París dejando el legado de «uno de los escritores y compiladores más extraordinarios de los que tiene memoria la historia de la erudición». Un año después de su muerte, su Imprimerie Catholique pasa a manos de los hermanos Garnier.
Las tres grandes series que más reputación tuvieron fueron Patrologiae cursus completus, serie en latín, en 221 vols. (1844-5); la serie en griego, primero publicada en latín (85 vols., 1856-7); y la edición con traducción en griego y latín (165 vols., 1857-8). A pesar de que muchos estudios lo han criticado, estas precopitadas ediciones, baratas y ampliamente difundidas, solo fueron reemplazadas muy lentamente por ediciones críticas más modernas. Aunque lo barato del papel de las ediciones originales las hace frágiles, la envergadura de la Patrología aún hace de la obra algo único e invaluable. Es, ampliamente, la colección de textos patrísticos y literatura antigua más completa que haya aparecido y que exista hasta hoy. Los índices son útiles aún hoy para encontrar referencias en los escritos patrísticos.
La Patrología latina y la Patrologia graeca (junto con la Monumenta Germaniae Historica) se cuentan entre las contribuciones más importantes del siglo XIX al estudio de la patrología y de la Edad Media. En la Iglesia católica, las ediciones de Migne pusieron por primera vez muchos textos originales en manos de los presbíteros.

## Obra
Periodista
En su estancia en París, Migne incursionó en varios proyectos periodísticos que tuvieron un éxito relativo y a los que finalmente siempre terminó dejando en manos de otros directores y propietarios. Algunos fueron censurados por los obispos, otros simplemente por querer dar lugar a todas las alas de pensamiento… simplemente fracasaron.
Llegado a París en 1833, Migne se dedicó a la fundación de su primer periódico, al que llamaría l'Univers religieux. Considerándose simplemente católico y no aliado a ningún partido, se dedicó a buscar sus colaboradores entre las más diferentes líneas de opinión de Francia. La publicidad se centró en haber conseguido la promesa de colaboración de las personalidades más importantes de Francia. En tres semanas rondaba los 1800 suscriptores. Y un conjunto de personalidades que no aportó demasiado periódicamente al medio de comunicación. Su divisa fue: «Unité dans les choses certaines, liberté dans les douteuses, charité, vérité, impartialité dans toutes.» El éxito no se prolongó demasiado. Queriendo conciliar todas las partes las mezcló a todas. Finalmente Jacques Paul Migne deja el periódico sin haber escrito demasiado en él, por haberse visto absorbido por las tareas de dirección y administración. 
En 1846 fundó la Voix de la Vérité, con ayuda del P. Clavel y un jurisconsulto eminente, el P. Romaiu Prompsault. El acierto de este periódico se debió a ofrecer material de consultoría jurídica a miembros del clero y a comunidades religiosas. No abarcó solo cuestiones civiles, sino que incursionó también en el derecho canónico, poniéndose unas cuantas veces del lado de sacerdotes que disentían con sus obispos. Esto disgustó a algunos obispos que, oportunamente lo censuraron. Finalmente Migne terminó dejándolo en manos de Taconet, otro empresario.
Este segundo intento fue reemplazado en los proyectos de Migne por un tercero: la Voix canonique, liturgique, historique, bibliographique, anecdotique. Al que, luego de cambiar de objetivo y de nombre unas cuantas veces terminó dejando también en manos de otro interesado: M. Prost, banquero. 
Editor
Migne abandonó la dirección del l'Univers religieux para zambullirse en una empresa mucho más ambiciosa. Su objetivo: reunir en grandes colecciones los tesoros de la tradición católica. Se contentó con reunir los antiguos productos de la erudición eclesiástica, para ponerlos a disposición del clero como instrumentos de trabajo. Muchos de estos trabajos se conservaban, para ese entonces, solo como manuscritos, mientras que de otros solo se conocían fragmentos. La mayor parte estaba relegada en rincones de las bibliotecas, eran inalcanzables por su poco número y por lo elevado de su precio. Migne quiso reunirlos en una Biblioteca universal del clero a la que soñaba de 2000 volúmenes, a bajo precio -no debería costar más de 10 000 francos.
Los pocos recursos que Migne poseía los había invertido en su empresa anterior. Para poder llevar a cabo esta obra supo entusiasmar en su empresa algunos eclesiásticos y laicos que lo proveyeron de los fondos indispensables como para que comenzara la tarea.
Comenzó pidiendo ayuda a la imprenta de M. Bailly, en la Sorbonne: pero pronto fundaría en Petit-Mont-rouge una bella librería e imprenta. En sus Aterlieres catholiques, vecino a sus salas de composición, instaló cinco prensas a vapor, una fundición, un estereotipo, los atelieres de satinado, y de relieve, destinados únicamente a las obras que él publicaba. Poseyendo en su mano todos los pasos necesarios como para la edición de los libros podía acelerara el proceso hasta alcanzar un punto extremadamente veloz: hacía salir de sus establecimientos un volumen por semana. Esto también le permitía bajar considerablemente sus precios. Trescientos obreros trabajaban en sus establecimientos. Entre ellos se contaba un buen número de sacerdotes venidos a menos que el editor recibía en su imprenta y que le fueron de gran ayuda para la composición y corrección de las pruebas.
Migne deseaba que sus obras, desde el punto de vista tipográfico, fueran tan perfectas como fuera posible. A partir de esto no tardó en cambiar sus prensas a vapor por prensas de tracción a sangre, menos rápidas pero que permitían un producto mejor terminado. También estableció un sistema de correctores y revisores que disminuían notablemente los errores finales. Así, en 1865 contrata a cuarenta correctores para trabajar durante diez años para la revisión minuciosa de las planchas metálicas ya tipeadas.
De los 2000 volúmenes anunciados, más de 1000 fueron publicados. Es difícil hacerse una idea del orden exacto, e incluso algunas colecciones salieron de la imprenta en forma simultánea.
Las principales colecciones
Desde 1838 hasta 1840 aparece el curso completo de Sagrada Escritura: Scripturae sacrae cursus completus, ex commeniariis omnium perfectissimis ubique habitis, et a magna parte episcoporum necnon theologorum Europae catholicae universim ad hoc interrogatorum designatis, unice conflatus; plurimis annotantibus presbyteris ad docendos levitas, pascendosve populos alte positis, annotavit vero simul el edidit J. P. M.<7cite> 
Inmediatamente después del curso completo de Sagrada escritura, JPM publica la Theologiae cursus completus… Las obras fueron impresas con el texto en latín, sin la traducción francesa, en orden metódico, sin ninguna preocupación cronológica. Se elevó a 28 el número que inicialmente había sido previsto en 25 volúmenes. El último de estos comprende 5 tablas que resultan de suma utilidad para realizar consultas al Curso de teología.
También podemos poner en esta lista a las Démonstrations évangéliques des plus célèbres défenseurs du christianisme, traduites pour la plupart des diverses langues dans lesquelles elles avaient été écrites, reproduites intégralement, non par extraits, annotées et publiées par l'abbé Migne, más un volumen de introducción y uno de conclusión. Los dieciséis primeros volúmenes aparecieron entre 1842 y 1843; otros, algunos años más tarde. El propósito del editor era reunir algunas fuentes que resultaran útiles al momento de defender la religión. Lamentablemente luego de haber presentado algunas obras de Tertuliano, Orígenes, Eusebio de Cesárea y San Agustín, pasó inmediatamente a Montagne. Algunos autores, bien elegidos, habrían permitido seguir todos los progresos de la polémica cristiana intermedia.
En 1844 comienza una nueva publicación, la de los Orateurs sacres, en dos series. Alcanza con dar el título para hacerse idea de la importancia, desde el punto de vista de la historia de la predicación de Francia, desde el siglo XVI al XIX. La primera serie comprende 66 volúmenes: Collection intégrale et universelle des Orateurs sacres du premier et du second ordre, et collection intégrale on choisie de ceux du troisième ordre, publiés selon l'ordre chronologique, a fin de présenter, comme sous un coup d'oeil, l'histoire de la prédication en France, pendant plus de trois siècles, avec ses commencements, ses progrès, son apogée, sa décadence, et sa renaissance. La segunda serie, de 33 volúmenes, apareció de 1856 a 1866. Trata: 1° les oeuvres oratoires des prédicateurs qui ont le plus illustré la chaire française depuis 1789 jusqu' à nos jours; 2° les plus remarquables mandements on discours de la plupart de nos seigneurs archevêques ou évêques de France, de Savoie et de Belgique; 3° les sermons de vingt-cinq des prédicateurs contemporains les plus distingues; 4° la collection des meilleurs pronistes anciens et modernes; 5° une série d'ouvrages sur les règles de la bonne prédication. La colección debía comprender 102 volúmenes; el número 100 estaba en la imprenta cuando se produjo el incendio de 1868.
Al mismo tiempo en que Migne editaba la primera serie de los Orateurs sacres, lanza también la primera de las Enciclopedias teológicas. De 1851 a 1859 aparece la Nouvelle encyclopédie théologique, de 52 volúmenes; y de 1851 a 1859 un Troisième et dernière encyclopédie théologique, en 66 volúmenes; Un total de 171 volúmenes de diccionarios sobre las distintas materias, tanto divinas como humanas.
Para ilustrar estas colecciones relativas a la ciencia religiosa, Migne hizo entrar en sus publicaciones un Cours complet d'histoire ecclésiastique, en 27 volúmenes.
Así, en unos años –desde 1838 hasta 1844– Migne había comenzado la publicación de las colecciones que debían contener un total de 400 volúmenes, sin contar las ediciones de interés menor (de las que hablaremos más adelante). Mientras tanto había diseñado un plan que debía ser su obra más importante, y a todas miras la mejor: su Patrología, de la cual los primeros volúmenes deberían aparecer en 1844.

## Patrologías
a. Su objetivo
«El precio desmesurado y siempre creciente de las antiguas ediciones, la necesidad más seria de recurrir a las fuentes -sobre todo en las investigaciones religiosas-, el trabajo de las ciencias eclesiásticas y la restauración del pasado católico hace indispensable una nueva edición de los Padres», justificaba Migne. Para lograr este objetivo reunirá una primera colección de escribanos latinos y, en una segunda, escritores griegos. Bonetty criticó esta división, porque según él deja suponer que hay dos tradiciones, la de la Iglesia latina y la de la griega. él hubiera preferido una división geográfica fundada en la división según los lugares en donde los escritores enseñaron, y no según la lengua en la que se conservaron sus enseñanzas. El plan adoptado por Migne se justifica muy bien: es el que se adopta actualmente para las publicaciones patrísticas de Berlín y de Vienne, la primera consagrada a los escritores griegos, la segunda a los latinos.
El orden seguido será el orden cronológico. A las obras de los padres adjuntará los trabajos, las disertaciones, útiles que se hicieron a esos escritores, tanto como las variantes, las notas, y los comentarios necesarios para la comprensión del texto.
Finalmente, para que la nueva edición pudiera estar al alcance ce todos, fue editada a un precio muy bajo: cinco francos para cada volumen de la Patrologie latine, ocho francos para la Patrologie grecque.
b. La puesta en marcha
Para lograr llevar a cabo esta empresa Migne necesita de colaboradores. Se dirige a dom Guéranger. El abad de Solesmes le señala el nuevo prior de Saint-Germain-des-Prés, formado en Solesmes: dom Pitra. este se había preparado activamente como para colaborar en este trabajo con el editor católico. Había hecho de los Padres su estudio favorito durante su seminario, y su gusto por la patrística se había desarrollado en Solesmes. Acepta sin dudar y, tres días más tarde le hace llegar un esbozo de la lista de autores y trabajos que la colección no podía dejar de tener.
Realizar una edición crítica para cada autor hubiera sido un trabajo inacabable. Lo que consideraron mejor fue elegir las ediciones de los Padres y escritores eclesiásticos que juzgaron las mejores, las notas que pudieran adjuntar, las disertaciones más puntuales e importantes que acompañan al texto, sin impedirse corregir el texto desde los mejores manuscritos, de indicar las variantes importantes de las principales ediciones, de agregar algunos fragmentos inéditos. Dom Pitra asume gran parte de la tarea. A pesar de que en 1865 lo crean cardenal, él continúa enviando notas a Migne para la continuación de escritores latinos hasta 1450.
Además de dom Pitra y los benedictinos de Francia varios colaboradores de importancia merecen ser nombrados. Entre ellos, por ejemplo, se encontraba Denzinger, profesor de la Universidad de Wurzbourg.
Luego de la preparación del material que debía entrar en las Patrologías había que realizar la composición. Deseando que el trabajo fuera irreprochable, Migne designó para la corrección a todos los sacerdotes a los que había acogido en su imprenta. Para que la patrología griega apareciera en una edición elegante, Migne mandó crear una nueva tipografía griega, a la que dotó de una versión itálica mediante lo que resaltaba las palabras y las citas que quería remarcar en el texto. Fue la primera vez que este recurso se utilizó en una edición en griego. Además de esto buscó correctores que no solo conocieran las letras que estuvieran usando sino que comprendieran lo que escribían. Para eso contrató a algunos griegos para el trabajo de composición. En esta edición se prestó una especial atención al tema de la acentuación, dejados de lado por las antiguas ediciones benedictinas. El editor no se frena frente a estos sacrificios en su intento de alcanzar una perfección tipográfica tan alta como le sea posible.
Estos detalles son suficientes para dar una idea más o menos precisa de la suma extraordinaria de esfuerzo que demandó este trabajo al editor para la publicación de 38 volúmenes que contienen las dos patrologías. Pero, más aún que este trabajo físico y material es de admirar la iniciativa, el sentido de la organización, el espíritu de orden que supone para el editor la ejecución de una empresa tan colosal como esta.
c. La publicación
El curso de Patrología comienza a aparecer en 1844. Lleva un título inmenso, de los que Migne gusta mucho. En él enumera con gusto las cualidades de la publicación: Patrologiae cursus completus, sive Bibliotheca universalis integra, uniformis, commoda, aeonomica, omnium SS. Patrum, doctorum, scriptorumque ecclesiasticorum qui ab aevo apostólico ad Innocentii III témpora floruerunt; recusio chronologica omnium quas exstitere monumentorum catholicae Traditionis per duodecim priora Ecclesiae saecula, juxta editiones accuratissimas, ínter se cumque nonnullis codicibus manuscriptis callatas, perquam diligenler castigata; dissertalionibus, commentariis lectionibusque variantibus continenler illustrata; ómnibus operibus post amplissimas editiones quae tribus novissimis saeculis debentur absolutas delectis, aucta; indicibus particularibus analylicis, singulos sive tomos, sive auctores alicujus momenli subsequentibus, donata; capitulis intra ipsum textum rite dispositis, necnon el titulis singularum paginum marginem superiorem distinguentibus subjectamque materiam significantibus, adornata; operibus cum dubiis tum apocryphis, aliqua vero auctoritale in ordine ad Traditionem ecclesiasticam pollentibus, amplificata...; editio accuralissima, caeterisque ómnibus facile anteponenda, si perpendantur: characterum nitiditas, charlae qualitas, integritas textus, perfectio correctionis, operum recusorum tum varietas, tum numerus, forma voluminum perquam commoda sibique in toto operis decursu constanter, similis, pretii exiguitas, praesertimque ista collectio, una, methodica et chronologica, sexcentorum fragmentorum opusculorumque hactenus hic illic sparsorum, primum autem in nostra Bibliotheca, ex operibus ad omnes artates, locos, linguas formasque pertinentibus, coadunatorum.
La Patrologie latine fue publicada primero: sus 217 tomos y 218 volúmenes aparece entre 1844 y 1855. Se divide en dos series. La primera abarca desde Tertuliano hasta San Gregorio Magno; la segunda, desde este hasta Inocente III, e incluye 2614 escritos y fragmentos de escritores eclesiásticos. Desde 1862 hasta 1865 aparecen los volúmenes de los índices de la Patrologie latine. Se componen por 235 tablas generales o especiales que deben servir de claves. La composición de estas tablas supone un trabajo considerable. Se calcula que deben haberle costado, a Migne, no menos de medio millón de francos. A pesar del extraordinario trabajo que significaron, las tablas no redituaron todo el beneficio que se esperaba. Algunos se lamentan de la pérdida del quinto volumen de los Índices, que había significado dos años de trabajo. Fue destruido por el incendio de 1868 y no pudo ser reconstituido en seguida. Debía contener, entre otras cosas, un Índice general de las Escrituras, y un Índice patrístico compuesto por el cardenal Pitra.
La Patrologie grecque apareció en dos ediciones: una greco-latina y una edición latina. La primera fue publicada entre 1857 y 1866, y comprende 161 tomos en 166 volúmenes, separada en dos series: desde Bernabé a Fotius y de él hasta el Concilio de Florencia. Ambas comprenden las obras de alrededor de 800 autores o escritores anónimos. La edición de los Padres griegos en latín solo comprende 81 tomos en 85 volúmenes.
Como había realizado para los Padres latinos, Migne preparó tablas para los índices para la Patrologie grecque. Este volumen había sido compuesto y preparado para la impresión cuando sucedió el incendio de 1868. Los esfuerzos hechos para encontrar los textos usados por Migne en este volumen fueron sin resultado, a pesar de la traducción de la edición latina de los Padres griegos. Aunque lo quiso, Migne no pudo recomenzar la publicación de este volumen. Más tarde, diferentes autores completaron estas lagunas. El mejor complemento fue dado por F. Cavallera, y su obra facilita el empleo de los 161 tomos de la colección.
d. Obras diversas
En 1841 edita las OEuvres de sainte Thérese, en cuatro volúmenes, acompañadas por las medicaciones sobre las virtudes de la santa por el Cardenal Lambruschini, las actas de su canonización y más de 150 cartas y 180 piezas que nunca habían sido publicadas y traducidas; obras de san Juan de la Cruz, san Juan de Ávila, san Pedro de Alcántara y de Alvarés, uno de los mejores compendios de doctrinas de la más alta escuela mística española. El mismo año aparecen, en cuatro volúmenes, la Perpétuité de la foi de l'Église catholique: sur l'eucharistie, por Nicole, Arnauld, Renaudot, etc.; sur la confession, por Denis de Sainte-Marthe; sur les principaux points qui divisent les catholiques el les protestants. 
Otras publicaciones hechas en el período entre 1840 y 1856 son: la Somme théologique de S. Thomas d'Aquin; Catholicum lexicón, o triple grammaire et triple dictionnaire hébraïques ou chaldaïques, por Gesenius, Drach, Tempestini y du Verdier; Quatre années pastorales ou Prônes pour quatre ans, por Badoire; Bibliothèque canonique, juridique, morale..., por Lucius Ferraris; Actes et histoire de l'Église de París; Histoire du concile de Trente, por Pallavicini; Les catéchismes philosophique, polémique, historique, de Feller, Rohrbacher, Fleury, Bellarmin, Olier; las Praelectiones theologica, de Perrone; los Monuments inédits, de Faillon; la Polyglotte catholique en douze langues; el Manuel pratique ou répertoire ecclésiastique; las Institutiones catholicae in modum catecheseos, de Pouget; les Missae pontificales; las Œuvres complètes de Bossuet; Bérulle; Boudon; de la Tour; Baudrand; de Pressy; Lefranc de Pompignan; Bergier; Thiébaul; de La Luzerne; Arvisenet; Riambourg; Frayssinous. Y, finalmente, las Œuvres complètes de S. Thomas.
De 1856 a 1868, salieron de su Imprenta católica: l'Abrégé du droit canonique universel, por Maupied; los Livres sacres de toutes les religions, por Pauthier y Brunet; el Rituel des Rituels; la Somme ou Abrégé de la théologie de Suárez, por el P. Noël; l'Accord de la raison, des faits el des devoirs sur la vérité du catholicisme, por Houteville, Gauchat y Carra de Yaux; el Bossuet des gens du monde, por el abad Macé; los Índices de la Somme de saint Thomas, pudieron ser adaptados a todas las ediciones; la Somme philosophique de saint Thomas contre les Gentils, por Uccelli; el Lexicón manuale ad scriptores media et ínfimae latinitalis, por Maigne d'Arnis; las Recherches historiques sur les peuples anciens et leurs cultes, del P. Desroches; Satan, ses oeuvres et ses pompes, del P. Héliodore de París; las Œuvres complètes de saint François de Sales; Gérard; de Bonald; Fléchier; La Chétardie; Lefrancois; Tronson; Fénelon; du Voisin; Émery; Gerdil; Lantages; y Régnier.
Así casi 1100 volúmenes fueron publicados entre 1838 y 1868; y el plan de Migne debía llevar a dos mil el número de volúmenes de la Bibliothèque universelle du clergé.
e. El incendio: interrupción de las publicaciones
El incendio de 1868, del que ya hablamos en algunos apartados precedentes, puso fin a las publicaciones de Jaques Paul Migne. Muchas obras, cuyos manuscritos habían sido conservados, pudieron ser retomadas y terminadas. Otras no pudieron ser completadas. Y finalmente otras, que habían sido pensadas dentro de la colección, no vieron la luz jamás, a pesar de que muchas de ellas ya habían sido compuestas en chapas para ser impresas. De la misma manera se esfumaron los sueños que Migne atesoraba para otras colecciones.
A. Bonnetty expresó su deseo de que el episcopado católico, ayudado por el gobierno, adquiriera las planchas de impresión de las dos patrologías, lo que constituye una inmensa biblioteca de metal. El producto de esta venta hubiera permitido a Migne comenzar inmediatamente sus nuevas colecciones. SIn embargo, sus deseos no fueron escuchados.
Es importante rescatar, sin embargo, que a pesar del incendio la obra de Migne no desaparece. En 1876 la Librería Garnier adquiere a los herederos de Migne lo que quedaba de la imprenta y de la casa de edición. Ella termina l'Histoire ecclésiastique, los Orateurs sacres, edita unas Tables a la Patrologie grecque y reedita las obras agotadas.

## Apreciación
Llena de asombro el empuje y la capacidad de trabajo que tuvo este sacerdote. Logró construir, ladrillo a ladrillo, y a costa sobre todo de su esfuerzo personal una obra de proporciones monumentales. Y sin la ayuda de la Iglesia institucional ni del Estado, en un camino que incluso quienes tuvieron esa ayuda –años más tarde–, fracasaron.
Es cierto, sin embargo, que una publicación tan considerable y rápida de los documentos de la Tradición católica no podía ser perfecta desde todos los puntos de vista, sino que suscitaría críticas desde variados sectores. Es cierto que en esta inmensa compilación, algunas cosas más que otras podrían resistir el paso del tiempo. Sin embargo, si se tiene en cuenta la obra en su conjunto, la velocidad de publicación, el precio al que era vendido y la totalidad de la obra, más que crítica es evidente que ésta debe suscitar absoluta admiración.
Es un hecho que esta prodigiosa publicación es una obra de inmensa utilidad considerada en su conjunto. Más allá de sus imperfecciones la obra de Migne ha y seguirá prestando inmensos servicios a la ciencia religiosa. El editor católico dio a los trabajadores la posibilidad de tener en sus manos, en un formato cómodo, a un precio accesible casi todas las obras de la antigüedad cristiana, las obras más interesantes de los exegetas, de los apologistas, de los teólogos y de los oradores eclesiásticos
Comprendemos en esto los sentimientos de satisfacción que Migne experimentaba el 15 de enero de 1861, en la carta en la que anunciaba la finalización de su primera serie de Padres griegos:
«Nous pouvons chanter gaiement notre Nunc dimittis, parce que, sans grand secours ni grande vertu, il nous aura été donné d'être plus utile á l'Eglise que bien des savants et des saints, et que, posant ce livre fondamental de toute bibliothèque sérieuse, á l'édition duquel nous n'avons pu déterminer ni libraire ni communauté, ni gouvernement, nous pouvons, en quelque sorte, dire comme saint Paul : Cursum meum consummavi; puis nous présenter avec confiance devant Dieu, notre Cours de Patrologie a la main.»